# Hellenic American University
Die Hellenic American University ist eine US-amerikanische Privatuniversität mit Sitz im US-Bundesstaat New Hampshire und mit zwei Standorten in Nashua, New Hampshire, und Athen, Griechenland.
Die Hellenic American University wurde 2004 in Manchester, New Hampshire, USA, gegründet. Die Hellenic American University ist Mitglied des New Hampshire College & University Council (NHCUC), einem gemeinnützigen Zusammenschluss von 17 öffentlichen und privaten Hochschuleinrichtungen im US-Bundesstaat New Hampshire. Der Campus in Athen teilt sich die Gebäude mit dem Kulturinstitut Hellenic American Union (HAU) und dem Hellenic American College (HAEC), einem Tochterunternehmen der Hellenic American University.
Die Hochschule bietet Diplome, Bachelor- und Master-Abschlüsse sowie PhD-Programm an in den Bereichen Betriebswirtschaft, Ingenieurwesen, Englische Sprache und Literatur, Informatik, Musik und Psychologie.